# Třebeš
Třebeš (německy Trebesch; dříve také Střebeš) je místní částí statutárního města Hradec Králové, která se nachází jižně od historického centra města. Jedná se o převážně obytnou oblast na levém břehu Labe, na kterou bezprostředně navazuje rozsáhlé Sídliště Moravské Předměstí.
Na katastrálním území Třebeš, které má rozlohu 4,63 km2, leží kromě stejnojmenné místní části také místní část Moravské Předměstí.
Působí zde Komise místní samosprávy Třebeš, jejíž území zasahuje severním směrem z části i na k. ú. Nový Hradec Králové. Naopak některé části k. ú. Třebeš jsou v působnosti KMS Moravské Předměstí - sever, Moravské Předměstí - jih, Moravské Předměstí - východ (oblasti Sídliště Moravské Předměstí) a Nový Hradec Králové (oblast Kopce Svatého Jana).

## Historie
První písemná zmínka o Třebši pochází z roku 1451, tehdy pod názvem Střebeš. Mezi lety 1850 a 1942 se jednalo o samostatnou obec, 1. dubna 1942 došlo k připojení Třebše k městu Hradec Králové.
Na třebešském katastru se nachází bývalá osada Lhota pod Strání (starší zástavba v ZSJ Moravské Předměstí IV). V roce 1451 nesla Lhota název Hrdlořezy, protože se v těchto místech vykonávala hrdelní spravedlnost (v knize Okolo Hradce od Zdeňka Doubka a Milana Lajdara je zmínka o tom, že Lhota pod Strání byla původně dvorem ve vsi Hrdlořezy).

Dříve byla součástí Třebše také osada Kopec Svatého Jana, po roce 1950 se však již neuvádí. V ní se nacházel také tak zvaný Zámeček. Nejdříve jako primaská renesanční vila, později barokně přestavěná, která byla postavena na bývalé vinici. Zámeček od roku 1873 sloužil jako bytový dům rodiny Waldeků, ale později byl nuceně zestátněn a pro svůj špatný stav uzavřen. 2. července 1978 byl nakonec zbourán, dnes z budovy zbývají jen staré zasypané sklepy.[zdroj?] Nedaleko tohoto již neexistujícího objektu se nachází také kostel sv. Jana Křtitele se zvonicí, podzemní a nadzemní vodojemy a hvězdárna a planetárium.

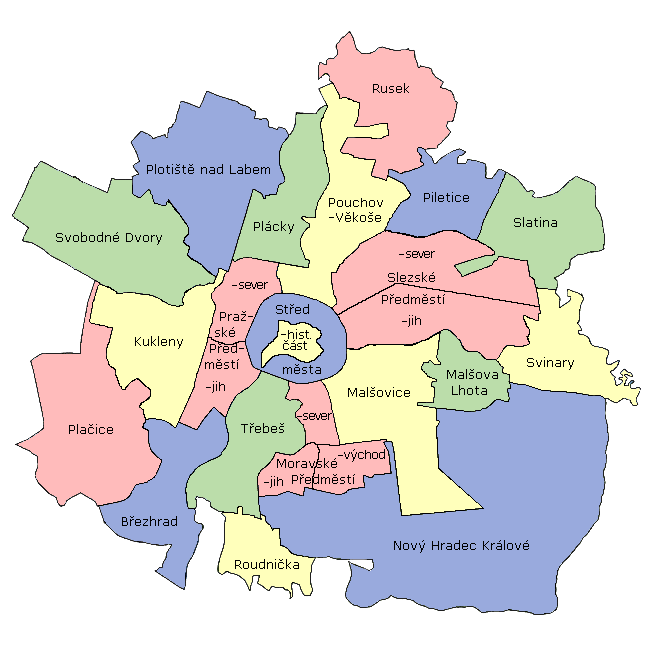
Územní působnost komise místní samosprávy Třebeš v rámci města

## Doprava a vybavenost
Třebší prochází silnice vedoucí z centra města do Vysoké nad Labem, kde se větví na směr Pardubice a Opatovice nad Labem. Cesta přes Opatovice nad Labem napojuje jihovýchodní část Hradce Králové na dálnici D35 a dále D11.
Západní část Třebše, kterou tvoří okolí ulic Zborovská a Hradecká, obsluhují linky MHD č. 9, 16, 18, 23, 24 a 25. Východní část, tvořená okolím ulice Milady Horákové (bývalá Lhota pod Strání), je obsluhována kromě autobusových linek č. 23 a 24 také trolejbusovými linkami č. 4 a 27. V blízkosti této části se dále nachází zastávky linek č. 1 a 2 na Brněnské ulici, spadající již pod Nový Hradec Králové.
Místní částí také vede Hradubická labská cyklostezka, díky které je možné se na kole pohodlně dostat nejen do centra Hradce Králové, ale také dále severním směrem na Jaroměř nebo jižním směrem přes Vysokou nad Labem do Pardubic.
Na katastrálním území Třebše se nachází dvě základní školy – ŽŠ Štefánikova a ZŠ Milady Horákové a tři mateřské školy se čtyřmi pracovišti – MŠ Sluníčko (v ulici Štefánikova, druhá část v ulici Hradecká), MŠ Klíček (v ulici Urxova) a MŠ Podzámčí (v ulici Svatojánská). Sportovní vyžití v Třebši nabízí TJ Sokol Třebeš, sportovní areál Sportpark HIT a sportovní hala Třebeš. Dále jsou veřejnosti dostupná sportovní hřiště místních základních škol.

## Fotogalerie

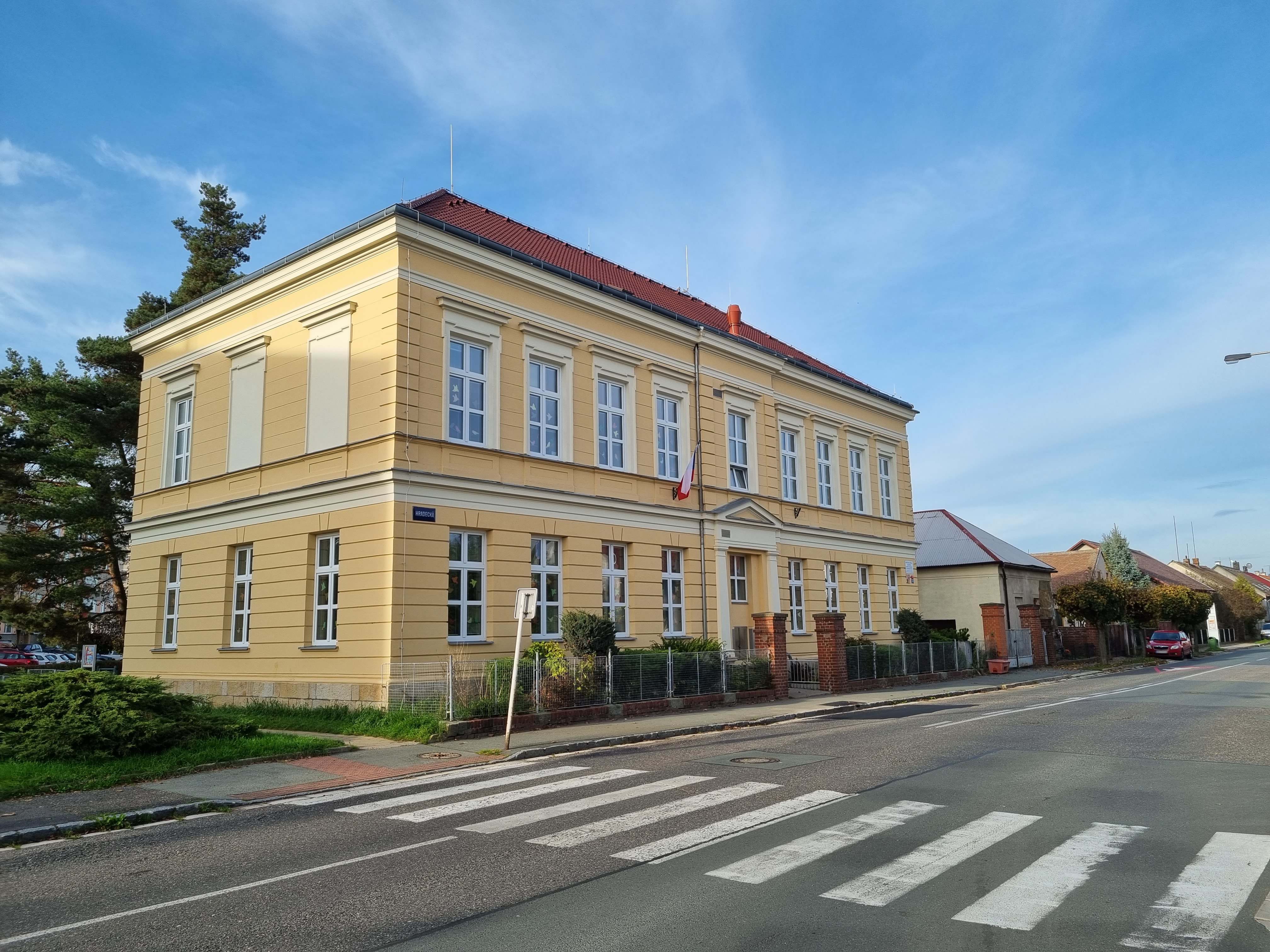
Školka v ulici Hradecká, bývalá škola
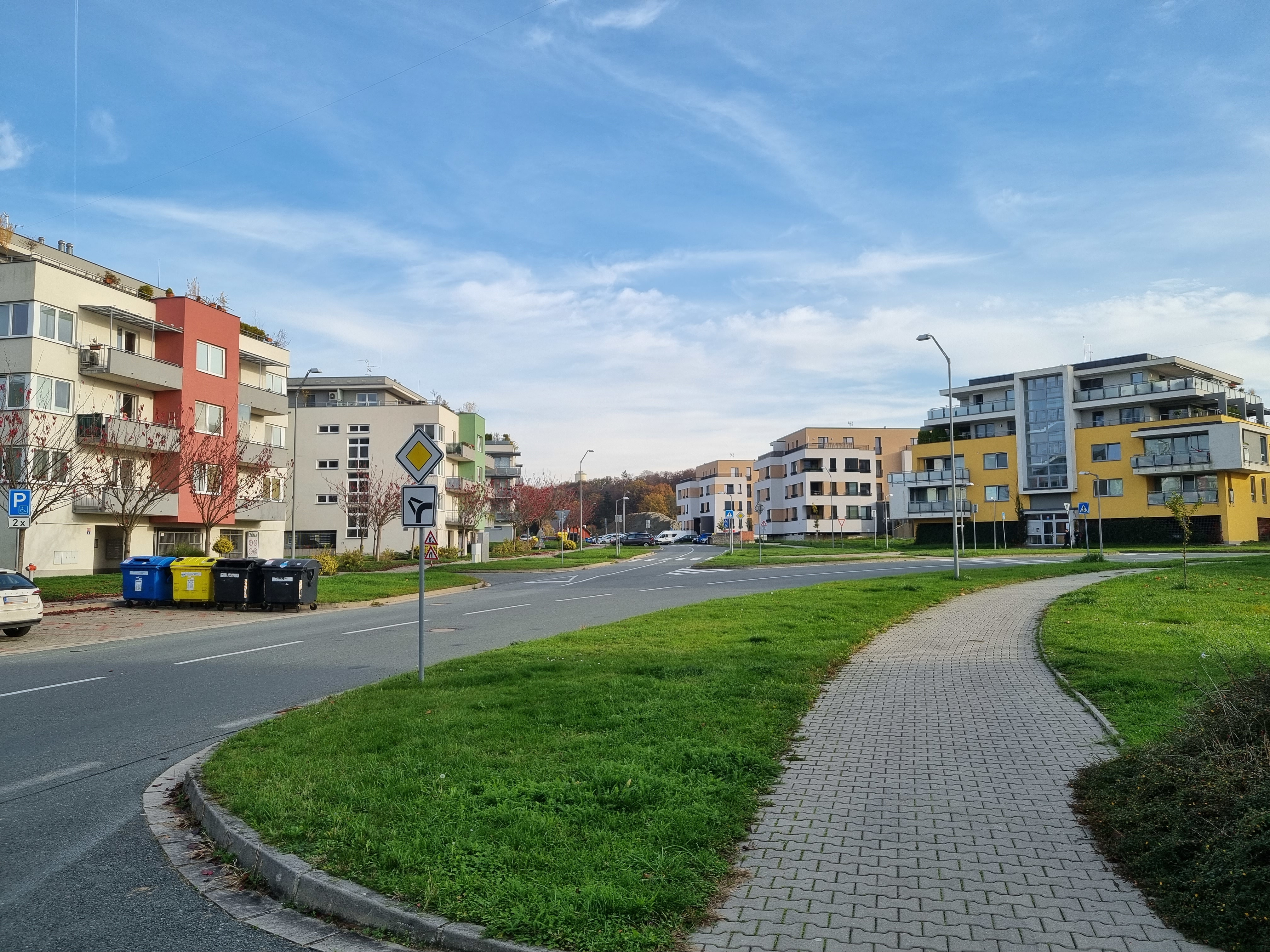
Novější zástavba na Novém Podzámčí
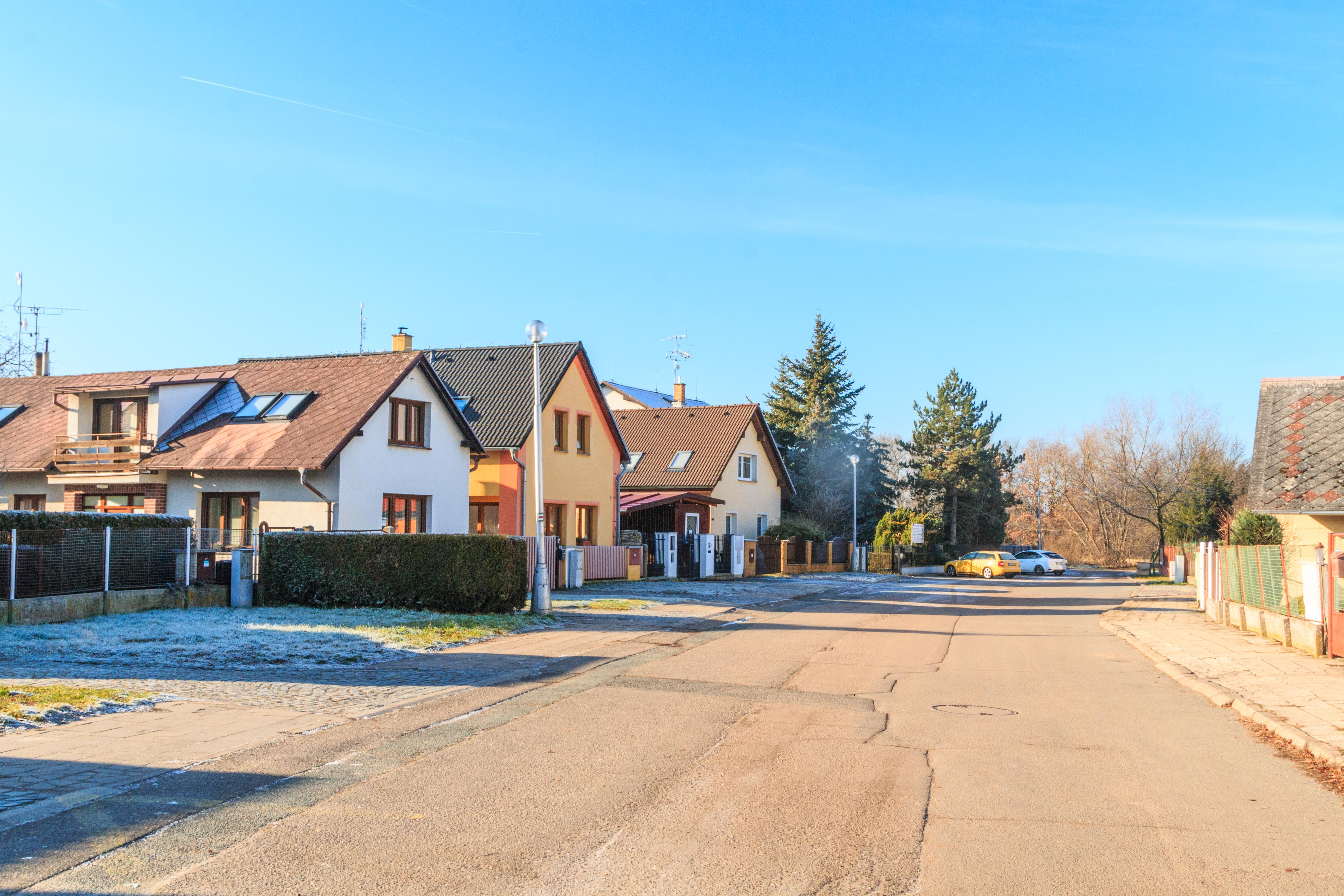
Starší zástavba v ulici Machkova
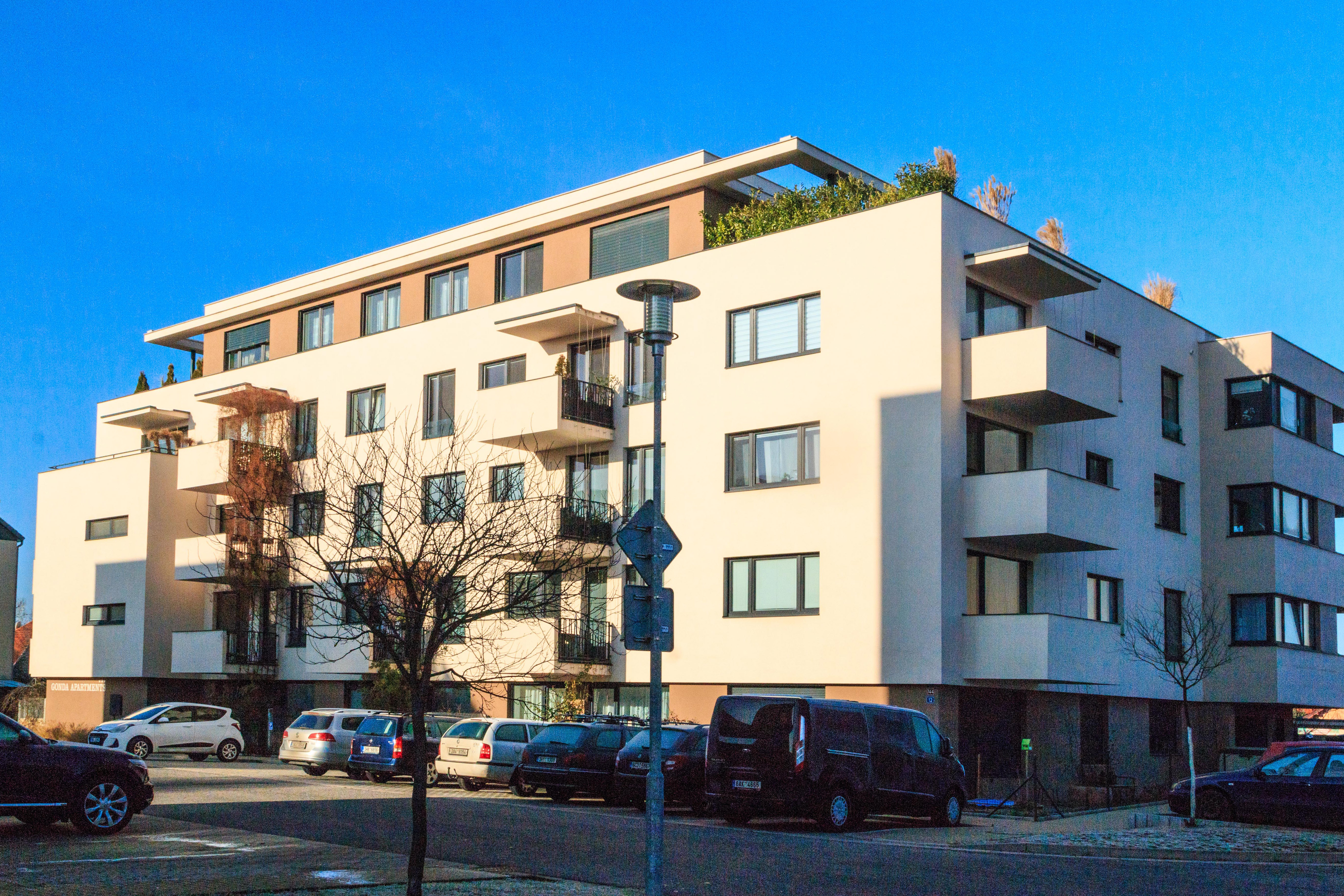
Nová zástavba v ulici Ve Stromovce
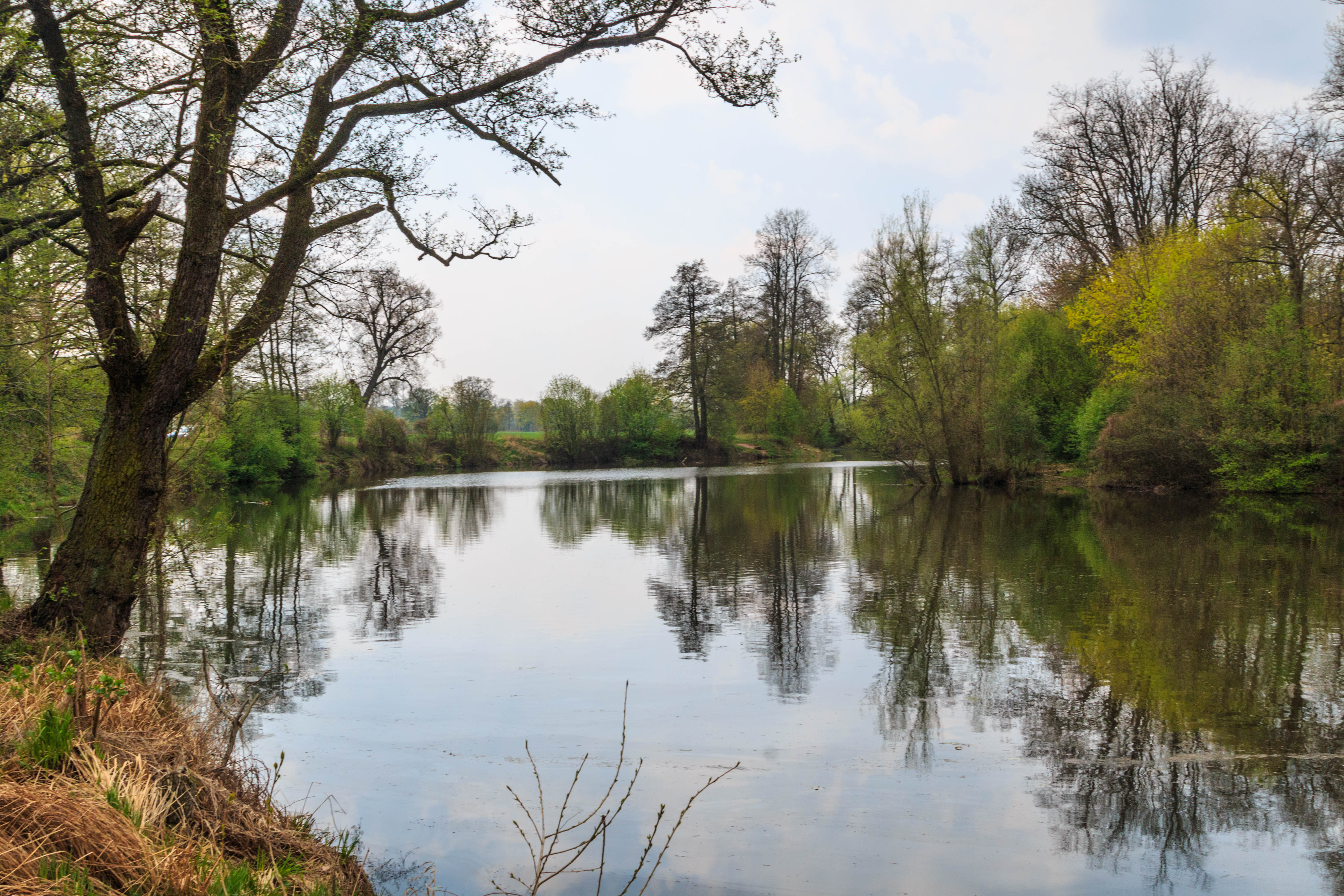
Staré rameno Labe u Třebše
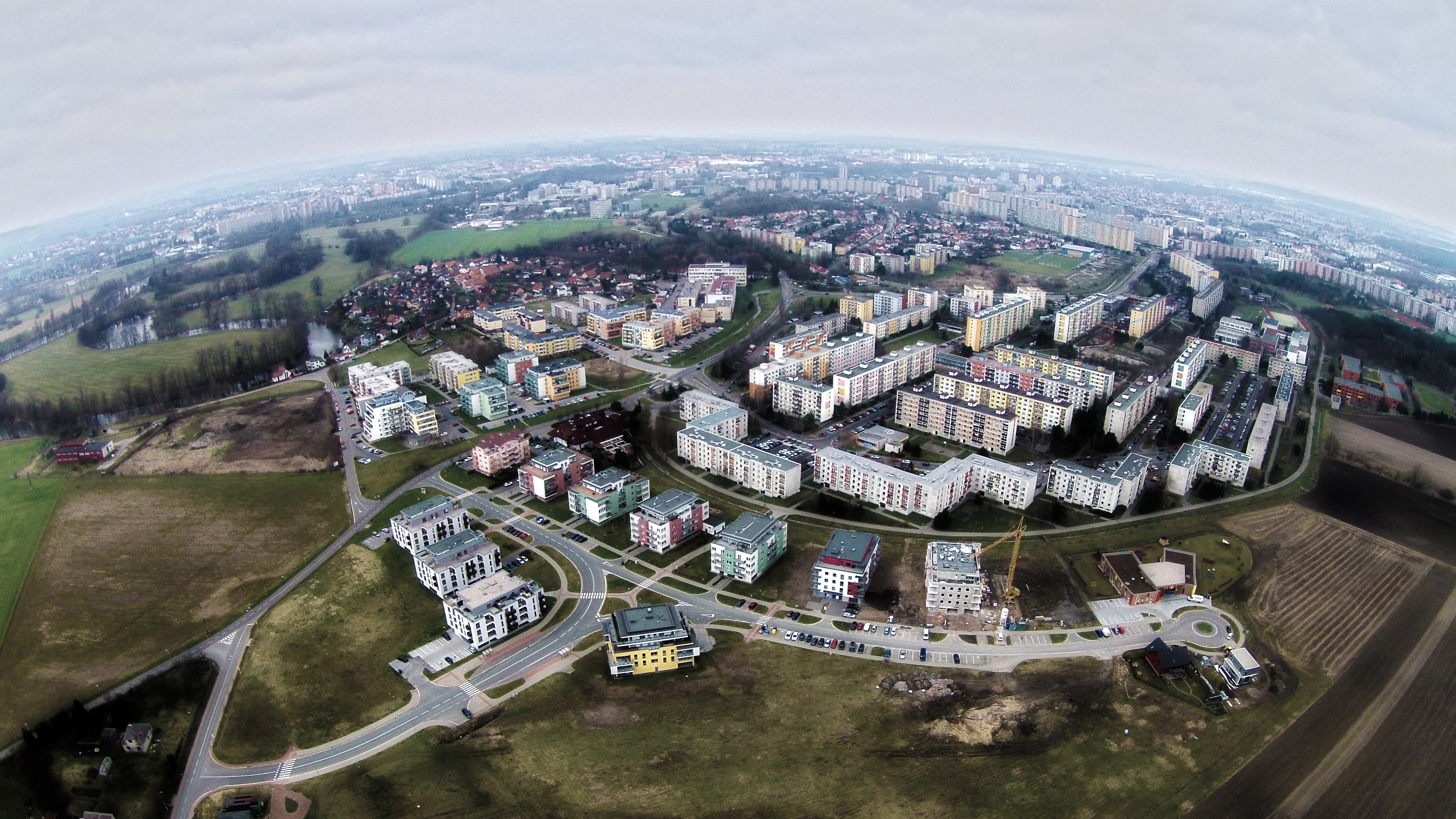
Letecký pohled na Třebeš a Moravské Předměstí